# Kokusai Ki-76
Ki-76 — одномоторный подкосный моноплан с верхним расположением крыла.
Принят на вооружение армии в под наименованием связной самолёт армейский тип 3.
Кодовое имя союзников — «Стелла» («Stella»).

## История создания
Для координации войск, во время боевых действий на фронте, войскам был необходим легкомоторный связной самолет способный взлетать и садиться на необорудованные площадки. Такие двух-трехместные самолеты  выпускались почти всеми воюющими странами. Успешные действия германских войск на начальном этапе войны были достигнуты в тесном взаимодействии сухопутных войск с авиацией. В сферу интересов японских военных попал немецкий легкий связной самолет Fieseler Fi-156 "Storch". В составе авиационных подразделений японской императорской армии подобных самолетов не было. В начале 1940 года технический отдел штаба ВВС японской армии (Koku Hombu) выдал фирме "Nippon Kokusai" техзадание на разработку легкого самолета способного выполнять задачи ближней разведки, артиллерийской корректировки и транспортировки комсостава.
При проектировании нового самолета общая концепция была заимствована у излучавшегося в Японии немецкого самолета. Разработку возглавил инженер Кодзо Масухару и через десять месяцев проект был готов. Самолет получил обозначение Ki-76. Первый полёт прототипа состоялся в мае 1941 года. Испытания закончились в ноябре 1942 года и выявили серьезных проблем.
В августе 1941 года Япония закупила в Германии немецкий самолёт Fieseler Fi 156 Storch, для проведения сравнительных испытаний. Японский Ki-76 был внешне очень похож на немецкий образец, но в отличие от прототипа, имел  закрылки Фаулера вместо щелевых, и радиальный двигатель Hitachi Ha-42 вместо рядного. Сравнительные испытания показали превосходство японского самолета по многим параметрам за исключением посадочной дистанции. В октябре 1942 года самолет был официально принят на вооружение японской армии и получил наименование "Армейский связной самолет Тип 3" или Ki-76. Серийное производство самолета было запущено на авиационном заводе фирмы "Nippon Kokusai" в г. Хирацука.
Серийное производство продолжалось до конца 1944 года, а на вооружении Ki-76 находился вплоть до капитуляции Японии. Всего было выпущено 937 экземпляров. В конце 1943 года Ki-76 был модифицирован для использования с авианосца "Акицу Мару" в качестве противолодочного. Самолет оснастили посадочным гаком и узлами для подвески двух глубинных бомб массой 60 кг. Основной задачей авианосца был эскорт транспортных конвоев в Японском море и Корейском проливе, а также противолодочное патрулирование. Однако успехов в этом качестве палубным самолетам Ki-76 достичь не удалось.

## Конструкция
Kokusai Ki-76 - одномоторный подкосный моноплан, классической схемы. Конструкция смешанная с применением металла, дерева, фанеры и полотна. Экипаж два человека.
Фюзеляж - пространственная ферма сваренная из стальных труб и обтянутая полотном. В передней части фермы крепится моторама. За моторамой расположена двухместная остекленная кабина экипажа, отделенная от двигателя противопожарной перегородкой. Кресла экипажа расположены тандемно, друг за другом. Кресла экипажа регулируемые с чашками под парашюты. Остекление кабины экипажа обеспечивает хороший обзор. Каркас остекления кабины является частью фермы фюзеляжа. Входная дверь расположена на правом борту. Хвостовая часть фюзеляжа, за кабиной пуста .
Крыло - верхнерасположенное деревянное. прямоугольное в плане со скруглёнными законцовками. Конструктивный силовой набор крыла два лонжерона, нервюры - материал дерево. Обшивка плоскостей полотняная. Носок крыла фанерный. Консоли крыла закреплены к силовым узлам на каркасе фонаря кабины и соединены подкосами из стальных профилированных труб к нижней части фермы фюзеляжа. Для обеспечения жесткости конструкции между крылом и основными подкосами установлены дополнительные подкосы. Механизация крыла - выдвижные предкрылки и выдвижные закрылки Фаулера большой площади.
Хвостовое оперение - классической схемы симметричного профиля. Каркас киля из стальных труб, обшивка полотно. Стабилизатор - каркас деревянный, обшивка полотно, носок фанера. Консоли стабилизатора соединены с каркасом киля V-образными стальными раскосами. Рули высоты и направления деревянные обшитые полотном. Стабилизатор переставляемый. Угол атаки стабилизатора изменялся автоматически при выпуске закрылков и увеличивал подъемную силу.
Шасси - неубираемое трехточечное с хвостовой опорой. Основные опоры шасси пирамидальные и соединены с фюзеляжем и корневыми частями крыльев системой стальных раскосов. Амортизация стоек пружинная и пневмогидравлическая. Колеса основных опор имеют гидравлические тормоза.  Хвостовая опора неориентирующаяся с пружинной амортизацией.
Силовая установка - звездообразный двигатель воздушного охлаждения Hitachi Ha-42 мощностью 310 л.с. Воздушный винт деревянный двухлопастный диаметром 2,5 м. Двигатель крепился на мотораме в носовой части фюзеляжа и закрывался аэродинамическим обтекаемым алюминиевым капотом. Запуск двигателя осуществлялся вручную.

## Боевое применение
Самолеты Kokusai Ki-76 участвовали в боевых действиях в Китае и на Филиппинах, их использовали в качестве артиллерийских корректировщиков, связных, кроме того они служили в качестве личного транспорта командного состава армии. В качестве палубного самолета Ki-76 базировались на авианосце "Акицу Мару" и осуществляли патрулирование в районах, где появлялись американские подводные лодки.

## ЛТХ

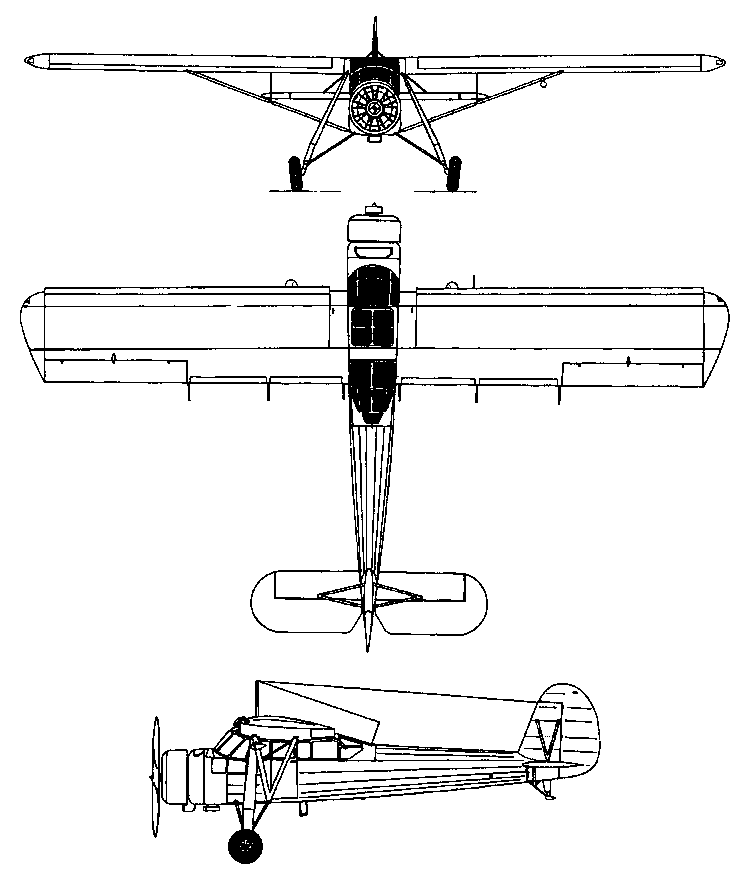
Схема самолёта

## ЛТХ[1]
| Модификация                          | Ki-76                                                                          |
| ------------------------------------ | ------------------------------------------------------------------------------ |
| Размах крыла                         | 13,00                                                                          |
| Длина                                | 9,56                                                                           |
| Высота                               | 3,30                                                                           |
| Площадь крыла кв.м                   | 29,4                                                                           |
| Масса, кг                            |                                                                                |
| пустого самолета                     | 1110                                                                           |
| нормальная взлетная                  | 1540                                                                           |
| максимальная взлетная                | 1620                                                                           |
| Тип двигателя                        | 1 ПД Hitachi Ha-42                                                             |
| Мощность л.с.                        | 310 л.с                                                                        |
| Максимальная скорость, км/ч          | 178                                                                            |
| Крейсерская скорость, км/ч           | 156                                                                            |
| Практическая дальность, км           | 750                                                                            |
| Максимальная скороподъемность, м/мин | 176                                                                            |
| Практический потолок, м              | 5630                                                                           |
| Экипаж, чел.                         | 2                                                                              |
| Вооружение                           | один пулемет 7,7 мм Те-4 на подвижной установке в конце кабины; 2х60 кг бомбы. |

## Эксплуатанты
Япония
- ВВС Императорской армии Японии

 Сиам (ныне Таиланд)
- Королевские ВВС Сиама